# Браунфилд (Тексас)
Браунфилд (енгл. Brownfield) град је у америчкој савезној држави Тексас. По попису становништва из 2010. у њему је живело 9.657 становника.

## Демографија
Према попису становништва из 2010. у граду је живело 9.657 становника, што је 169 (1,8%) становника више него 2000. године.
| Група             | 2000.         | 2010.         |
| Белци             | 4.385 (46,2%) | 4.004 (41,5%) |
| Афроамериканци    | 625 (6,6%)    | 578 (6,0%)    |
| Азијати           | 24 (0,3%)     | 21 (0,2%)     |
| Хиспаноамериканци | 4.360 (46,0%) | 5.010 (51,9%) |
| Укупно            | 9.488         | 9.657         |